# Arsenije I de Syrmie
Arsène I de Syrmie (en serbe latin : Sveti Arsenije I Sremac ; en serbe cyrillique : Свети Арсеније I Сремац, (?-1266), fut le second archevêque de l'Église orthodoxe serbe, de 1233 à 1263. Il est fêté le 28 octobre.

## Biographie

### Débuts
Saint Arsène est né en Syrmie dans le village de Dobar près de Slankamen sur le Danube. La date exacte de sa naissance est inconnue. Il prononça ses vœux monastiques probablement au monastère de Saint Démétrius dans l'actuelle ville de Sremska Mitrovica. Quand il entendit parler de l'œuvre de Saint Sava, il fut impressionné et il partit le rejoindre au monastère de Žiča. Il en devint bientôt le disciple et le syncelle. En raison de sa ferveur religieuse, il fut désigné comme ecclésiarque puis archimandrite de Žiča.
Au moment de l'invasion de la Serbie par la Hongrie, Saint Sava donna comme mission à Arsène de trouver un endroit plus sûr pour y établir un nouveau siège épiscopal. Arsenije choisit Peć (aujourd'hui au Kosovo), où il fit construire un monastère et une église d'abord dédicacée aux Saints Apôtres puis à l'Ascension du Christ.

### Arsène archevêque de Serbie
Quand Saint Sava décida d'abdiquer, Arsenije fut nommé archevêque de Serbie selon les vœux de son protecteur, juste avant son deuxième voyage vers Jérusalem en 1233. Arsenije poursuivit l'œuvre de Saint Sava. Il fit construire le Patriarcat de Peć et participa à la translation des reliques de Saint Sava de Trnovo au monastère de Mileševa. Arsenije couronna le roi de Serbie Stefan Uroš Ier ; il aida le souverain et son épouse la reine Hélène à bâtir les monastères de Sopoćani et de Gradac.
Victime d'une attaque en 1263, il laissa le trône archiépiscopal à Saint Sava II, le neveu Saint Sava. Saint Arsenije mourut le 28 octobre 1266. 
Ses reliques furent enterrées au monastère de Peć. Elles reposent aujourd'hui au monastère de Ždrebaonik, près de Danilovgrad, au Monténégro.

## Fête
Saint Arsène est fêté le 28 octobre selon le calendrier julien (et selon le calendrier grégorien).